# ナガハナコビトザメ
ナガハナコビトザメ Heteroscymnoides marleyi はヨロイザメ科に属するサメの一種。ナガハナコビトザメ属は単型である。南半球の寒冷な外洋、深度500m以浅から数個体のみが知られている。最大で37cm、細い体と長い吻、暗褐色の体色を持つ。第一背鰭は胸鰭の上部に位置する。IUCNは保全状況を軽度懸念としている。

## 分類
米国の動物学者ヘンリー・ウィード・ファウラーによって、1934年のProceedings of the Academy of Natural Sciences of Philadelphia において記載された。タイプ標本はダーバン沖で捕獲された13cmの雌である。ファウラーは本種を Heteroscymnus 属（オンデンザメ属 Somniosus のジュニアシノニム）に近縁だと考え、これにギリシャ語の oidos（似た）を付加して属名とした。種小名 marleyi は南アフリカの魚類学の発展に貢献したHarold Walter Bell-Marleyへの献名である。本種と他のヨロイザメ類との関係は分かっていない。

## 分布
インド洋西部のクワズール・ナタール州、大西洋南東部のウォルビス海嶺付近、太平洋南東部のチリ沖で捕獲されている。これらの記録からは、ベンゲラ海流・ペルー海流などの寒流域や亜南極域を含む南半球に広く分布すると推測される。水深830-4000mの外洋域の、深度45-502mまでに生息する。

## 形態
知られている最大個体は37cmの雄である。体は細く、中程度に側扁する。吻は長くて頭長の半分程度を占め、先端は鈍く円錐形である。眼は大きく、瞬膜を欠く。その後方には大きな噴水孔がある。鼻孔は長く斜めで、非常に短い前鼻弁がある。口は直線で、薄く滑らかな唇がある。歯列は上顎で22、下顎で23。上顎歯は小さくて直立し、1本の細い尖頭がある。下顎歯は大きくて幅広くナイフ状で、左右の歯と噛み合って連続した切断面を形成する。鰓裂は5対で小さく、大きさは全て同じである。
背鰭は2基で棘を欠く。第一背鰭は胸鰭基部の上方より起始する。第二背鰭は第一より僅かに大きいが、基底の長さは変わらない。腹鰭基底の中間から起始する。胸鰭は短くてパドル状、臀鰭はない。尾鰭は幅広く、下葉はよく発達し、上葉の先端には深い欠刻がある。皮歯は細かく、中央に稜線のある楔型で、柄を持つ。体色は暗褐色で、鰭の縁には、明瞭な黒色から明色に移り変わる帯がある。腹面は細かい発光器に覆われる。

## 生態
生態はあまり分かっていないが、他のヨロイザメ類同様に外洋性魚類や無脊椎動物を食べ、無胎盤性の胎生で産仔数は少ないと予想される。タイプ標本の13cmの個体に臍の跡があったことからすると、出生時はこの程度の大きさだと推測される。雄は36cm、雌は33cmで性成熟する。

## 人との関わり
6個体のみが科学的に調査されている。小型で外洋性であるため、ほとんどの漁業において漁獲されることはない。分布域が広いこと、人間活動の影響を受けていないと考えられることから、IUCNは保全状況を軽度懸念としている。